# Lars Weiss

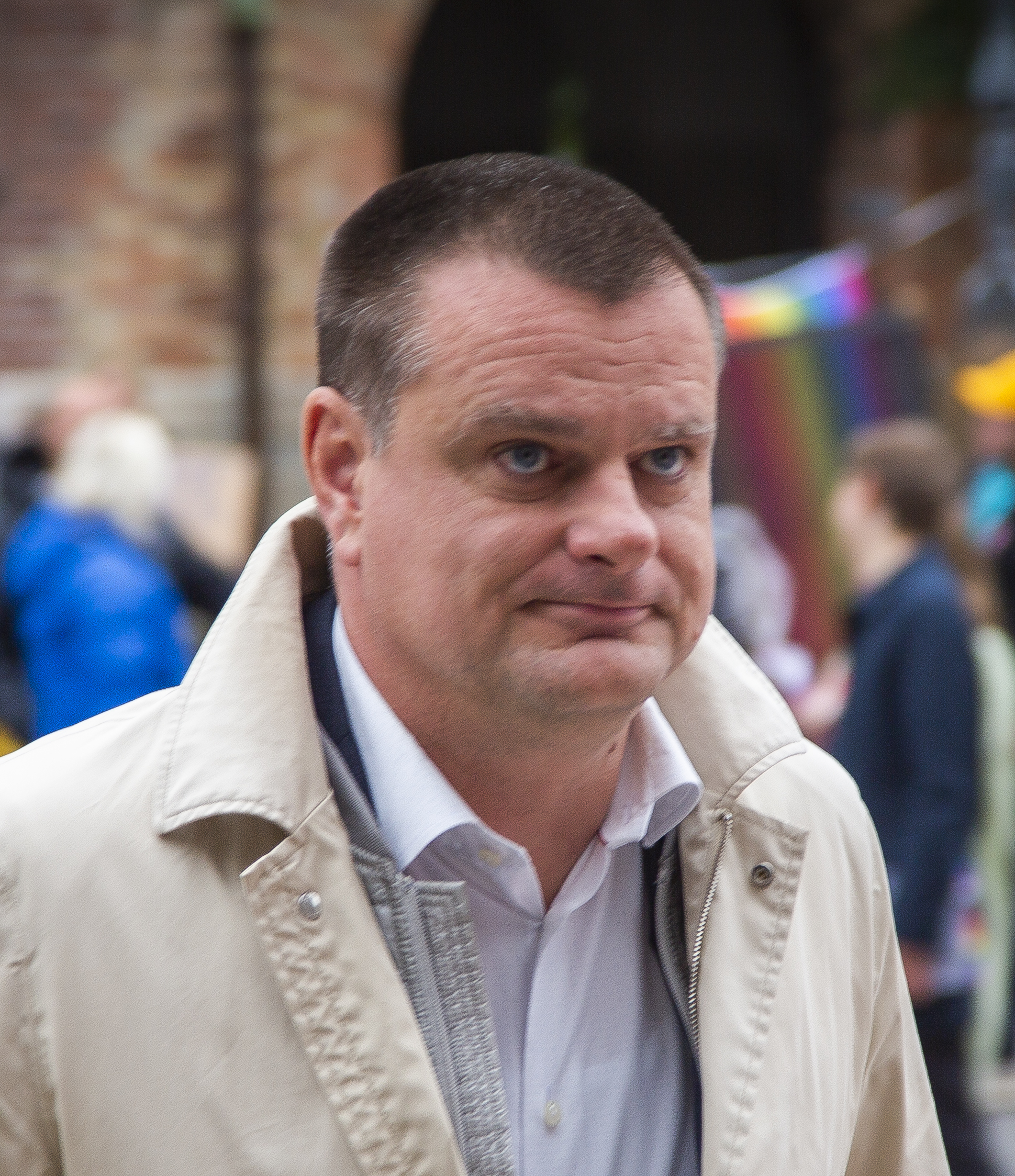
Lars Weiss, 2021

Lars Weiss (* 30. Mai 1971 in Frederiksberg) ist ein dänischer Politiker der sozialdemokratischen Partei Socialdemokratiet (S). Von Oktober 2020 bis Dezember 2021 war er Oberbürgermeister von Kopenhagen, seit August 2024 ist er es erneut.

## Leben
Lars Weiss ist der Sohn der früheren Innenministerin Birte Weiss (* 1941) und studierte Wirtschaftswissenschaften an der Universität Kopenhagen. Bei der Folketingswahl 2007 verpasste er den Einzug in das dänische Nationalparlament Folketing. Bei der Kommunalwahl im Jahr 2009 zog Weiss erstmals in den Stadtrat von Kopenhagen ein und wurde daraufhin Mitglied im Wirtschafts- sowie im Technik- und Umweltausschuss. Zudem wurde er Fraktionsvorsitzender der Socialdemokratiet-Gruppierung. Bei den Wahlen 2013 und 2017 zog er erneut in den Stadtrat ein. Bei der Wahl 2017 erhielt Lars Weiss 1029 persönliche Stimmen, während sein Parteikollege und damaliger Oberbürgermeister Frank Jensen über 30.000 erhielt. Weiss galt somit als eher unbekannt. Des Weiteren hatte Weiss den Posten als stellvertretender Stadtratsvorstand inne.
Am 19. Oktober 2020 trat sein Parteikollege Frank Jensen vom Oberbürgermeisteramt zurück, nachdem zuvor Anschuldigungen wegen sexueller Belästigung gegen ihn gerichtet worden waren. Weiss trat daraufhin die kommissarische Nachfolge an. Am 23. Oktober 2020 wurde er schließlich von seiner Partei ohne Gegenkandidaten zum neuen Oberbürgermeister gewählt. Seine Amtszeit endete mit der Wahl seiner Parteikollegin Sophie Hæstorp Andersen zur neuen Bürgermeisterin. Seit dem 29. August 2024 ist er wieder amtierender Oberbürgermeister der Stadt Kopenhagen, nachdem Sophie Hæstorp Andersen Sozial- und Wohnungsministerin wurde.